# Municipalità di Dorset
La municipalità di Dorset è una delle 29 local government areas che si trovano in Tasmania, in Australia. Essa si estende su di una superficie di 3.196 chilometri quadrati ed ha una popolazione di 7.253 abitanti. La sede del consiglio si trova a Scottsdale.